# Tetramorium moravicum
Tetramorium moravicum is een mierensoort uit de onderfamilie van de Myrmicinae. De wetenschappelijke naam van de soort is voor het eerst geldig gepubliceerd in 1941 door Kratochvíl.